# Variantenbaum
Der Variantenbaum (oder Variantenliste) ist ein Ansatz zur Darstellung von variantischen Strukturen in ihrer Gleichheit und Unterschiedlichkeit. Die einzelnen Varianten werden im Variantenbaum durch Gleichzeitigkeiten von Elementen oder Funktionen an den Enden der einzelnen Äste dargestellt; diese Zusammenhänge können auch als Knoten und Kanten angesehen werden.
Die Baumstruktur ist besonders gut geeignet, komplexe Objekte mit einer variablen Anzahl von Ästen und Varianten in ihrem Gesamtzusammenhang darzustellen.

## Gründe für die Variantenbäume
Mögliche Gründe für Variantenbäume sind:
- Assoziatives Denkverhalten bei der Analyse von Zusammenhängen
- Einfachste Strukturform
- Selbsterklärend

## Variantenbaum und Nicht-Elemente
Um einen Variantenbaum in seinen Varianten vollständig zu beschreiben, ist es grundsätzlich notwendig, auch die nicht enthaltenen Elemente zu beschreiben. Um einen konsistenten und vollständigen Variantenbaum zu erhalten, ist die Beschreibung aller Varianten durch eine ideale Boolesche Algebra sinnvoll und hilfreich, in der es zu jeder Menge (Element) auch immer ein Komplement (Nicht-Element) gibt.
Es gibt binäre Variantenbäume, die an einem Ast jeweils mit nur zwei disjunkte Elemente aufweisen, oder multiple Variantenbäum, die an einen Ast mehr als zwei Elemente haben, die ebenfalls disjunkt sind und sich jeweils gegenseitig ausschließen. Das bedeutet: wenn der Variantenbaum für ein konkretes Objekt durchlaufen wird, kann für jeden Ast jeweils nur eine Variante gewählt (= durchlaufen). werden.
- Beispiel: Variantenliste

| Merkmale   | Gefäß   | Menge | Farbe | Etikett      | Inhalt |
| ---------- | ------- | ----- | ----- | ------------ | ------ |
| Variante 1 | Flasche | 0,5 l | braun | mit Etikett  | Bier   |
| Variante 2 | Flasche | 0,5 l | braun | mit Etikett  | Limo   |
| Variante 3 | Flasche | 0,5 l | grün  | ohne Etikett | ohne   |

- Beispiel: Merkmale und Ausprägungen

| Merkmale     | Gefäß   | Menge | Farbe | Etikett     | Inhalt |
| ------------ | ------- | ----- | ----- | ----------- | ------ |
| Ausprägung 1 | Flasche | 0,5 l | braun | mit Etikett | Bier   |
| Ausprägung 2 | ohne    | ohne  | grün  | ohne        | Limo   |
| Ausprägung 3 |         |       | ohne  | leer        | ohne   |

- Beispiele: Regeln

| Regel 1 | Gefäß nicht ohne                                                |
| Regel 2 | Menge nicht ohne                                                |
| Regel 3 | Farbe nicht ohne                                                |
| Regel 4 | Farbe braun oder grün                                           |
| Regel 5 | Etikett und (Farbe braun oder grün) und (Inhalt Bier oder Limo) |

## Variantenbaum oder Variantenliste
Die Baumstruktur gibt schnell Hinweise auf gleiche Elemente in unterschiedlichen Varianten, was in tabellarischer Form so nicht einfach ersichtlich ist.
Die Baumstruktur, Tabellenliste/ Pivot und Regelliste sind im Variantenmanagement die drei gängigen Darstellungsformen von Varianz.
Es gibt bisher wenige käufliche Tools (Travis, Metus etc.) und diverse Beratungssoftware am Markt, die sich konkret auf Baumstrukturen im Variantenmanagement spezialisiert haben. Insgesamt ist Variantenmanagement noch ein relativ junger Aspekt der Softwareentwicklung.

Aufgrund der zunehmenden Variantenvielfalt hat sich in der Automobilindustrie die konfigurierbare Komplex-Stückliste als eine besondere Form der Variantenstückliste etabliert, die mit Hilfe von aussagelogischen bzw. booleschen Ausdrücken eine Zuordnung der "Listelemente" (Teile, Baugruppen usw.) zu dem übergeordneten Objekt (Produkt (Wirtschaft) oder Baugruppe) ermöglichen. Dies wird auch als Beziehungswissen bezeichnet. Diese Beziehungen können auch mit Hilfe eines Venndiagramms dargestellt werden. Voraussetzung dafür ist die Definition der Erzeugnisvarianten mit Hilfe von Merkmalen, die im Automobilbau auch Ausstattungen genannt werden. Die Merkmale können lose nebeneinander vorkommen oder in einer geordneten Beziehung zueinander stehen. Besonders effektiv ist es, wenn die Merkmale eine ideale Boolesche Algebra bilden, weil dadurch die Darstellung aller Varianten sehr kompakt wird und die Beziehungen der Varianten untereinander auf logische Konsistenz bzw. Widerspruchsfreiheit überprüft werden können.
Die booleschen Ausdrücke, die in einer Komplex-Stückliste für die Zuordnung der verschiedenen Varianten vorkommen, können auch als binärer oder multipler Suchbaum (s. a. AVL-Baum) gespeichert werden, wodurch eine besonders effektive Verarbeitung ermöglicht wird.

## Gleichzeitigkeiten im Variantenbaum oder Variantenlisten
Innerhalb eines Astes eines Variantenbaumes werden die darauf angeordneten Elemente als Gleichzeitigkeiten bezeichnet.
Im Arbeitsprozess sind die Elemente der Gleichzeitigkeit in Beziehung zu setzen und ergeben den Ast bzw. die [(Variante)].